# Nové Hamry (nádraží)
Nové Hamry jsou dopravna D3 ve stejnojmenné obci v okrese Karlovy Vary. Leží v km 26,202 neelektrizované jednokolejné trati Karlovy Vary – Johanngeorgenstadt mezi zastávkami Vysoká Pec a Nejdek-Tisová.

## Historie
Stavbu úseku železniční trati mezi Nejdkem a Horní Blatnou budovaly firmy E. Czeczowitczka a A. Weiner z Brna. Trať byla dokončena 28. listopadu 1898 a uvedena do provozu 15. května 1899 včetně stanice Nové Hamry, tehdy pod názvem Neuhammer. Provoz zajišťovaly Rakouské státní dráhy (kkStB). V blízkosti stanice v novohamerské smyčce se nachází Novohamerský viadukt a Novohamerský tunel. 

## Popis
Ve dopravně je u budovy kusá manipulační kolej č. 2, následují dopravní koleje č. 1 (užitečná délka 300 m) a č. 3 (332 m).  V dopravně jsou tři výhybky, č. 2 na nejdeckém zhlaví směrem na manipulační kolej se přestavuje ručně, rozhodující výhybky č. 1sv a 3sv jsou vybaveny samovratnými přestavníky. Tyto výhybky jsou v základním stavu postaveny pro vlaky od Perninku na kolej č. 3, pro vlaky opačného směru na kolej č. 1.
Cestujícím slouží dvě úrovňová jednostranná nástupiště s hranami Tischer, která jsou 80 m dlouhá a mají nástupní hrany ve výšce 200 mm nad temenem kolejnice. Přístup na nástupiště je úrovňovým přechodem přes koleje.
V roce 2020 bylo v dopravně aktivováno zabezpečovací zařízení řídicího systému REMOTE 98, které je dálkově ovládáno z železniční stanice Karlovy Vary. Dopravna je na zhlavích osazena skupinovými krycími návěstidly SkH (směrem na Nejdek) a LkP (směrem na Pernink), která kryjí přilehlé prostorové oddíly (mohou návěstit „Stůj“ nebo „Volno“). Dopravna je vybavena funkcionalitou VNPN, která při nedovoleném vyjetí vozidel z dopravny zaúčinkuje na vozidel pomocí přenosu TRS. Ve směru z tratě je dopravna kryta lichoběžníkovými tabulkami.
Na nejdeckém záhlaví dopravny se v km 25,876 nachází přejezd P182. Jedná se o přechod pro pěší nad návsí v obci Nové Hamry. Přejezd je zabezpečen pomocí výstražných křížů. Další přejezd se nachází v km 26,428 na opačném záhlaví. Má označení P183 a trať na něm kříží místní komunikace v Nových Hamrech směrem na Tisovou. Krycí návěstidlo LkH je závislé na stavu světelného přejezdového zabezpečovacího zařízení na tomto přejezdu.

### Staniční budovy
V dopravně Nové Hamry je v km 26,202 umístěna výpravní budova. Je to typizovaná budova železniční společnosti Rakouských státních drah. Výpravní budova je zděná tříosá dvoupodlažní stavba orientovaná štítovou stranou do kolejiště s přízemním čtyřosým křídlem, před kterým je otevřená krytá část nástupiště. Budova má sedlovou střechu, ve štítech jsou dvě sdružená obdélná okna. Ve směru na Horní Blatnou je u výpravní budovy postaven na kamenném soklu dřevěný sklad s rampou a nízkou přesahující sedlovou střechou na půdorysu obdélníku. Ve směru na Nejdek je zděná stavba WC.

## Galerie

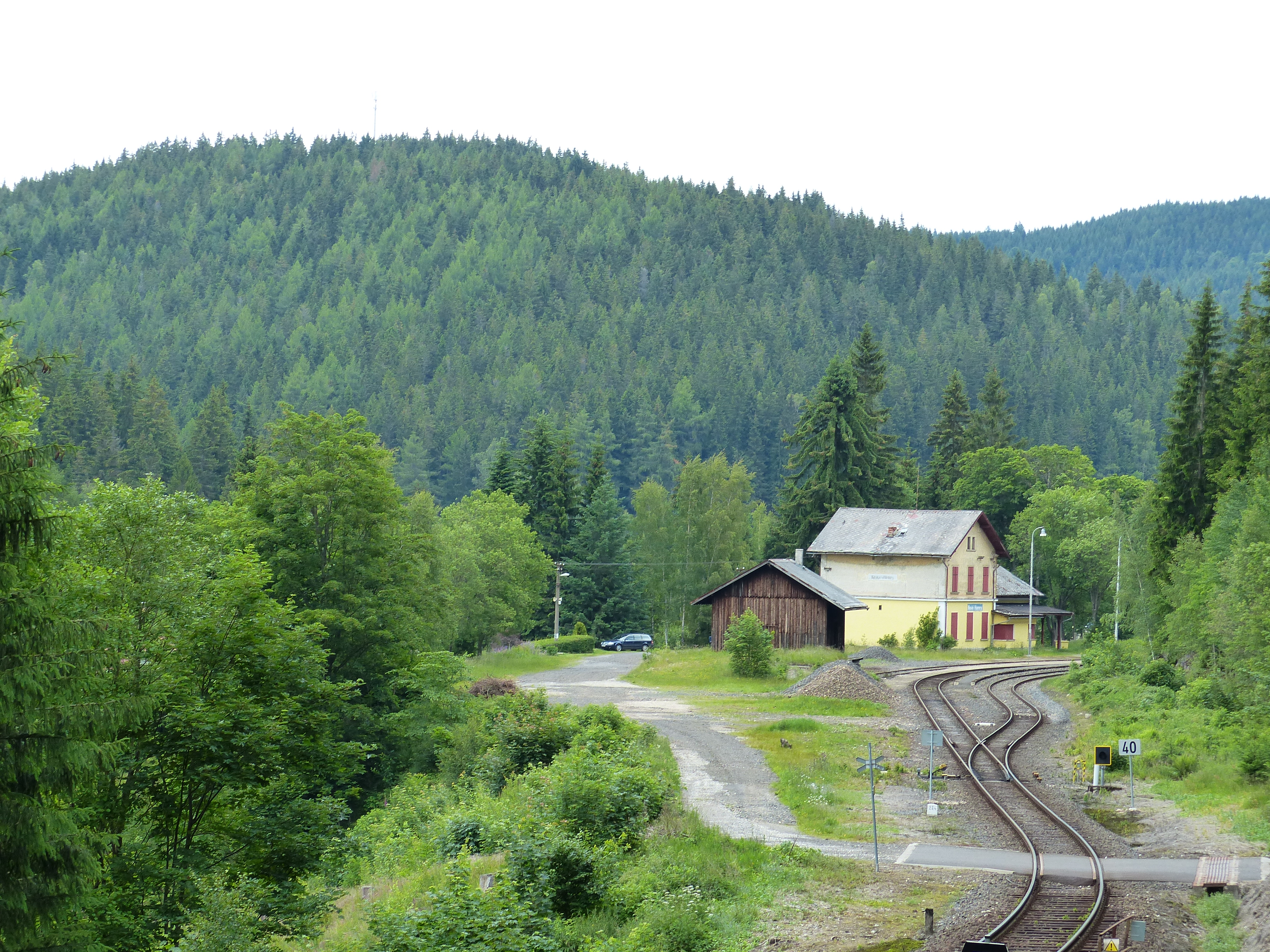
Stanice Nové Hamry
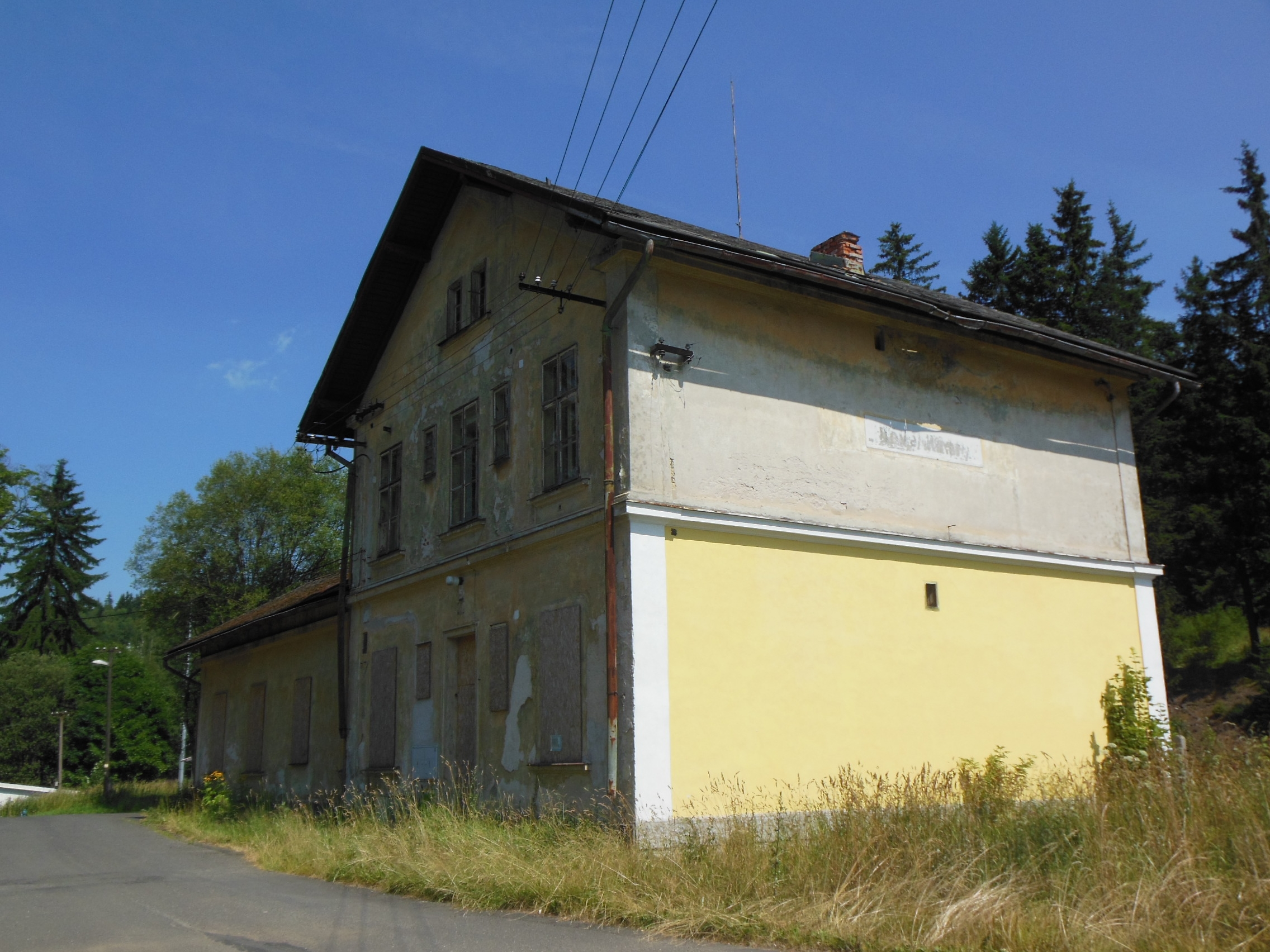
Staniční budova
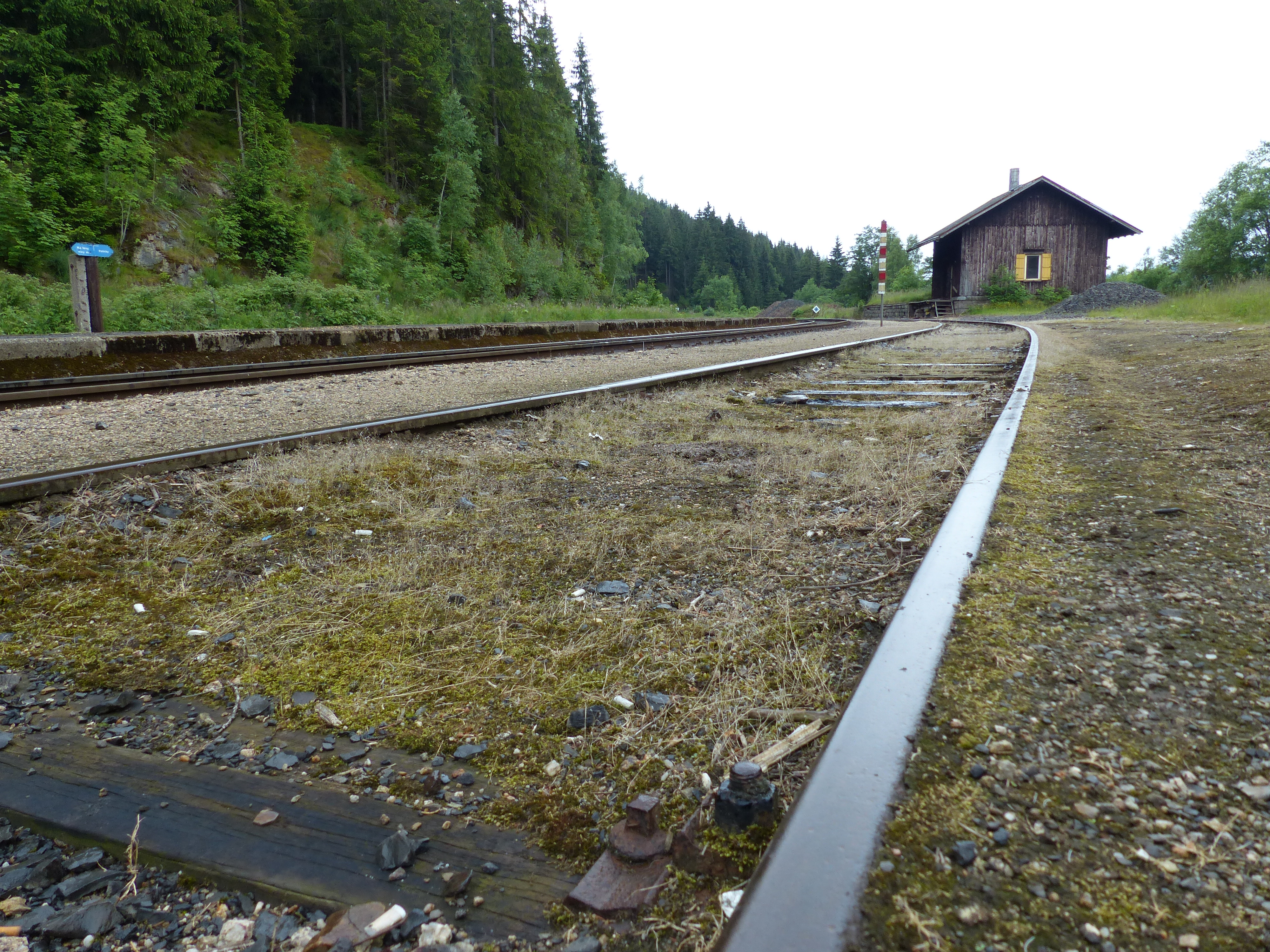
Dřevěný sklad
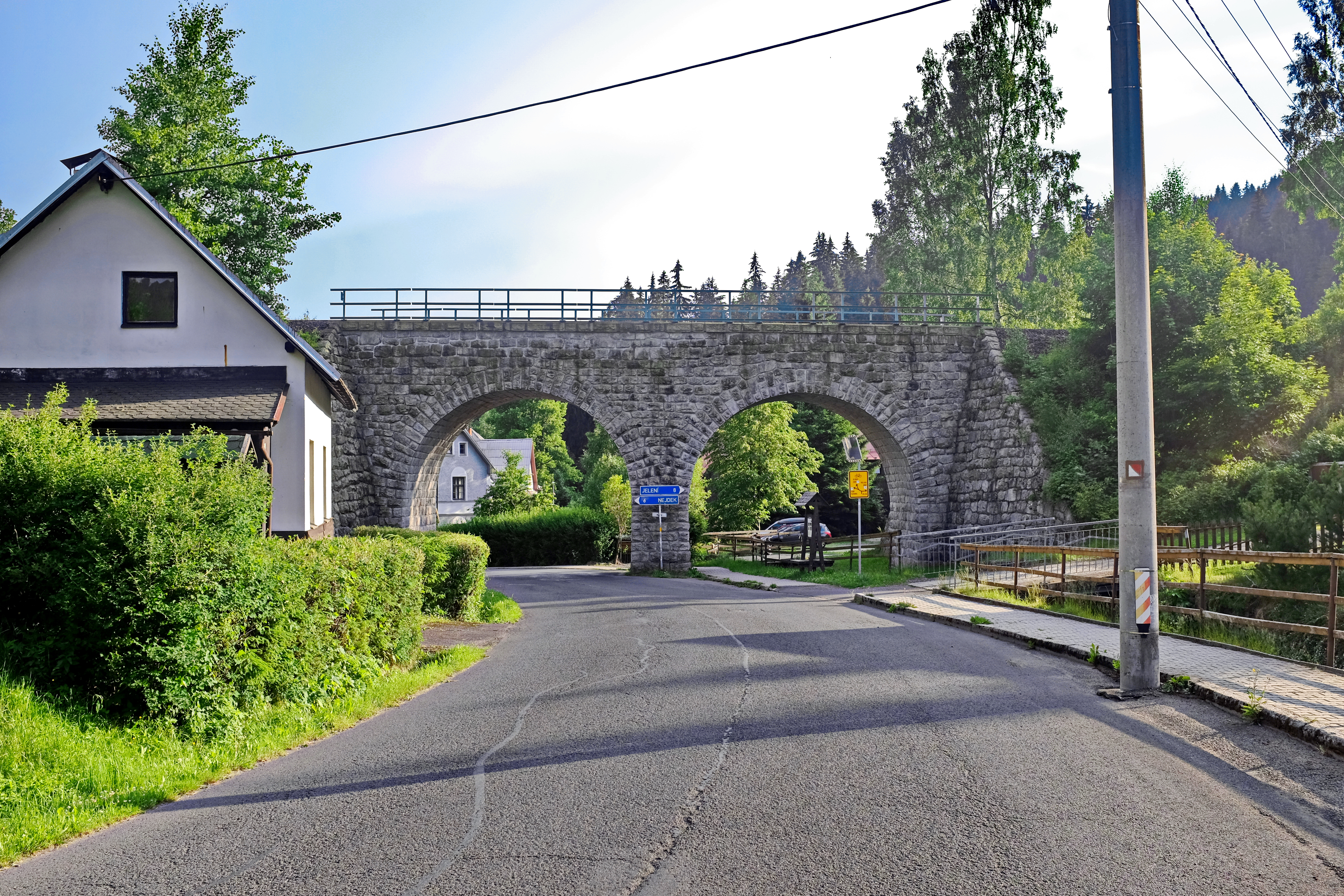
Novohamerský viadukt